# Fort Bliss
Fort Bliss è una delle più grandi basi dell'esercito USA ed è situato nella contea di El Paso in Texas.
È una base di addestramento "Training and Doctrine Command" (TRADOC) dell'esercito USA ed è così chiamata in onore del tenente colonnello William Wallace Smith Bliss. 
Con un'area di circa 4500 km², che si estende attraverso gli stati del Texas e del Nuovo Messico, è la seconda area militare USA per estensione, dopo l'adiacente White Sands Missile Range.
La base fu creata nel 1849, e a partire dalla seconda guerra mondiale è stata principalmente utilizzata da unità di artiglieria contraerea (air defense artillery - ADA) ed è tuttora la sede di diverse brigate dotate di batterie missilistiche antiaeree Patriot.
Nel 2005 è stata prevista la trasformazione della base, a partire dal 2008, da base di addestramento per unità di difesa antiaerea (Air Defense Artillery Training post) a base di addestramento per unità corazzate (Heavy Armor Training post) con lo spostamento delle brigate ADA ad altre basi e l'arrivo della famosa 1ª Divisione Corazzata (1st Armored Division).